# Edigsa
Edigsa (acrónimo de Editorial General Sociedad Anónima) fue una compañía discográfica de Barcelona, constituida el 29 de mayo de 1961, como sello independiente de la firma donostiarra Ediphone, inicialmente dedicada sólo a la edición de discos catalanes.

## Historia
Tuvo un papel destacadísimo en los primeros momentos de la Nova Cançó, pues sirvió de plataforma eficaz de lanzamiento y difusión de casi todos los intérpretes de aquel movimiento artístico, desde los más diversos componentes de Els Setze Jutges hasta Raimon, pasando por cantantes solistas, grupos vocales, conjuntos músico-vocales, coros y corales, sin olvidar el importante capítulo de las grabaciones infantiles como el dúo de los hermanos mallorquines Queta & Teo, precursores de los grupos infantiles del panorama catalán y español; o también grabaciones poéticas y de música clásica o tradicional. Fueron sus miembros fundadores Josep Espar i Ticó, Claudi Martí, Ermengol Passola y Enric Cirici, posteriormente se crearía también la discográfica Concèntric, que seguía los mismos fines de divulgación de la cultura catalana.
Dado el lógico crecimiento interno del movimiento, al llegar al momento definitivo de tomar posiciones, pasó a ser una empresa discográfica más, pero siempre dedicando especial atención a la canción en catalán -Joan Manuel Serrat, La Trinca, Ovidi Montllor, Guillermina Motta, Enric Barbat, Ramon Muntaner, Joan Isaac, Uc, Els Corbs, Al Tall (grupo valenciano), Isidor, Marina Rossell, Pere Tàpias y otros artistas figuraban en su catálogo-, sin olvidar otros aspectos de igual interés como el de la distribución en Cataluña de sellos tan importantes como Le Chant du Monde, Harmonia Mundi y Folkways Records, entre otros.
En los últimos años dedicó gran interés a las nuevas generaciones de creadores de la música progresiva catalana como Toti Soler, Jordi Sabatés, la Orquestra Mirasol, la Companyia Elèctrica Dharma, Iceberg, Blay Tritono, Secta Sònica y otros.
Edigsa desapareció como compañía discográfica en diciembre de 1983 y su fondo histórico sobre canción catalana fue trasladado a la discográfica PDI.
Actualmente los catálogos de EDIGSA y PDI, con el cierre de esta última, han pasado a manos de la discográfica Picap, editora y productora discográfica que trabaja todos los géneros musicales, poniendo especial énfasis en la música que se hace en catalán.